# 池之端文化センター
池之端文化センター（いけのはたぶんかせんたー）は、かつて東京都台東区池之端に存在した結婚式場である。
ホテルやレストランも併設されており、婚礼のほか各種宴会・会議・セミナー・展示・宿泊施設等、多目的に利用されていた。

## 概要
1969年10月16日開業。経営母体である（財）中央労働福祉センターは、バブル期の1988年12月に不動産を担保に資金を借り入れ荒川区に新たにホテルラングウッドを開業した。しかし売り上げ減が続き経営を圧迫。ピーク時には累積赤字16億円借入残高95億円に達し2004年ホテルラングウッドと共に事業を譲渡した。池之端文化センターは2010年4月30日をもって営業終了し40年に渡る歴史に幕を閉じた。

## 所在地
東京都台東区池之端1-3-45

## 設備
- 建物
  - 地下1階地上7階

- ホテル
  - シングル×4　ツイン×16　トリプル×3　フォース×1　計27室

- 宴会場
  - 7階 - セレナーデ
  - 5階 - 曙・桔梗・紫陽花・紅葉
  - 4階 - 高砂
  - 3階 - 末広　松竹・梅　松・竹　葵(和室)　鶴・亀(和室)
  - 2階 - 黄金　白銀　芙蓉・楓・菊  藤・橘
  - 1階 - 鳳凰　朱鷺　白鳥　
  - 地下1階 - 孔雀　孔雀東・孔雀西　桜

## 交通
- JR上野駅から徒歩7分
- JR御徒町駅から徒歩5分
- 地下鉄湯島駅から徒歩1分
- 地下鉄上野広小路駅から徒歩4分
- 地下鉄本郷三丁目駅から徒歩10分
- 京成上野駅から徒歩5分
- 駐車場150台

## 出来事
- 1978年11月、本センターで催された結婚披露宴の出席者を中心に集団コレラが発生した。